# یاگودا کالوپر
یاگودا کالوپر (کرواتی: Jagoda Kaloper؛ ‏ ۱۹ ژوئن ۱۹۴۷ – ۱ اکتبر ۲۰۱۶) بازیگر اهل کرواسی بود.
از فیلم‌ها یا برنامه‌های تلویزیونی که وی در آن نقش داشته‌است، می‌توان به دغل‌کار، دست‌بند، خانه و هذیان اشاره کرد.